# Dialecto de Hokkaidō
El dialecto Hokkaidō (北海道方言 Hokkaidō Hōgen) es el dialecto del Japonés hablado en Hokkaidō. El hablado en Sapporo es muy similar al dialecto estándar. El occidental quizá tenga relación con el Dialecto Kansai y con el dialecto Hokuriku debido a contacto con comerciantes. El hablado en la Península de Oshima se le llama 浜言葉 (Hama Kotoba. Literalmente habla de la playa). [cita requerida]

## Diferencias con el Japonés estándar
Este ha recibido influencia de varios dialectos y por eso se le considera un dialecto joven. Debido a que en el periodo Meiji gente de varias regiones de Japón vivían allí (sobre todo de la región Tōhoku y Hokuriku); crearon un nuevo dialecto. [cita requerida]

## Gramática
- Las formas imperativas en verbos Ichidan son ro o yo. Ejemplo: 食べろ (Tabero) o 食べよう (Tabeyou) significan ¡come!, en este dialecto se reemplazan por: re, ejemplo: 食べれ (¡Tabere!).

- Para los verbos Godan (verbos u) es: Mizenkei + renai. Ejemplo: 書かれない (Kakarenai): 'No ser capaz de escribir'.

- ではない (Dewanai) es reemplazado por でない (denai).

## Partículas
- っしょ (ssho):

Ésta reemplaza a だろう (darou) y a でしょう (deshou). Ejemplo: いいっしょ(iissho) > いいでしょう (iideshou): Quizá sea bueno.
- っしょや (sshoya):

Tiene el mismo uso que っしょ(ssho), pero ésta implica  más énfasis.
- Verbo o Adjetivo + べ(be) y  Sustantivo + だべ(dabe):

Ejemplo: 
- - 遊ぼうよ (Asobouyo) > 遊ぶべ (Asobu be): ¿Jugamos?
  - 寒いだろうね (Samui darou ne) > 寒いべ (samui be): ¿Será frío?
  - これだろう (Kore darou) > これだべ (Kore da be): Quizá sea frío

- かい (kai):

Ésta es usada para hacer preguntas.

## Vocabulario
- おなご (Onago): Mujer
- まなぐ (Managu): Ojo
- ねまる (Nemaru): Sentar
- どんぶ (Donbu): Dormir
- ふどず (Fudozu): Mismo,Igual
- むったり (Muttari): Usualmente
- はくそがし (Hakusogashi): Galleta
- え (E): Casa
- がに (Gani): Cangrejo
- とうきび (Tōkibi): Maíz
- ゆっこ (Yukko): Baño
- あげやんず (Ageyanzu): Salmón
- どんころくそ (Donkorokuso): Heces fecales
- ケーキ (Keeki): Helado
- おんじ (Onji): Hermano menor
- ごしゃいも (Goshaimo): Papa o patata
- あめる (Ameru): Podrir o Corroer

- Datos: Q3139212
- Multimedia: Hokkaido dialects / Q3139212